# Vejen til Perdition
Road to Perdition er en amerikansk film fra 2002, instrueret af Sam Mendes.

## Medvirkende
- Tom Hanks – Michael Sullivan Senior
- Tyler Hoechlin – Michael Sullivan Jr.
- Paul Newman – John Rooney
- Daniel Craig – Connor Rooney
- Jude Law – Harlen Maguire
- Ciarán Hinds – Finn McGovern
- Stanley Tucci – Frank Nitti